# Première (film, 1937)
Pour les articles homonymes, voir Première.
Pour plus de détails, voir Fiche technique et Distribution.
Première (titre original : Premiere) est un film autrichien réalisé par Géza von Bolváry, sorti en 1937. Il révéla l'actrice Zarah Leander au public. 

## Synopsis
Le commissaire Helder accompagne sa mère à la première d'une nouvelle revue. Dans les coulisses, où l’excitation est à son comble, il lui présente quelques collaborateurs du théâtre, comme le Dr. Seebauer. Puis il tombe sur Lucky, un repris de justice, à qui il conseille de se tenir tranquille. En coulisse, on s'affaire aux derniers préparatifs. Les danseuses bavardent sur le fait que l’ex-star Lydia Loo n'a pas eu de rôle dans la pièce. Pendant ce temps, Lydia crie à Frank, le directeur du théâtre, qu'elle ne va pas se laisser traiter ainsi impunément. Le directeur a beau protester de son admiration pour la comédienne et de son impuissance face aux choix de production : Lydia affirme qu'elle sait de source sûre que le producteur Rainold a cherché à l'écarter et que Frank ne pouvait ignorer que cela ferait scandale que Rainold lui préfère une jeunesse, Carmen Daviot. Rainold entre alors dans la pièce, et Lydia le menace d'une arme. Un acteur, Fred Nissen, s'interpose, désarme l'actrice et la fait sortir de la pièce. Rainold exige de Frank qu'il retire son rôle à Nissen car il ne peut supporter ce comédien.
La musique commence et annonce le début de la représentation. En coulisse, Carmen Daviot et Fred Nissen, autrefois amants, bavardent du bon vieux temps en attendant de faire leur entrée. Nissen demande à Carmen s'il est vrai qu'elle est la maîtresse de Rainold, comme on le chuchote dans la troupe. Lorsque Carmen Daviot, entrée sur scène, interprète sa première chanson Ich hab vielleicht noch nie geliebt ...!, Rainold l'observe attentivement depuis sa loge. Plus tard, alors que les comédiens jouent un échange de coups de feu avec des revolvers factices, l'éclairage s'interrompt un court instant. Polly, la secrétaire de Frank, signale à son patron qu'elle ne voit plus Rainold applaudir ; alors le directeur se précipite vers la loge du financier. Le Dr. Seebauer, qui l'a rejoint, fait prévenir le commissaire que Rainold est mort. Helder constate d'abord que le coup de feu qui a tué le financier a été tiré depuis la scène. Il interdit au personnel quitter le théâtre et bientôt, la nouvelle du meurtre se propage dans l'assistance. Des renforts arrivent, ainsi que le responsable de la police, qui confirme à Helder la direction de l'enquête et demande que l'on poursuive la représentation afin d'éviter tout mouvement de panique. L'arme du crime est un Browning de calibre 6,35. Le commissaire Helder, apprenant que Lydia Loo a menacé le producteur dans la soirée, l'interroge en premier. Il apprend de Frank que c'est Nissen (à ce moment encore sur scène) qui a dû récupérer l'arme. 
Fred Nissen, revenu en coulisse, apprend de Carmen qu'elle n'aime que lui. La secrétaire Polly, honteuse de l'avoir dénoncé, revient sur ses déclarations auprès du commissaire. Nissen indique à la police qu'il a laissé le pistolet de Lydia sur sa table de maquillage, dans sa loge, mais on ne retrouve pas l'arme. Lydia Loo, qui a tenté de quitter le théâtre, est interpellée, mais l'accessoiriste Lohrmann confirme qu'elle n'a pas quitté sa loge de comédienne depuis le début de la représentation ; il ajoute que Frank le sait aussi, et qu'en outre il s'est rendu dans la loge de Nissen peu avant les coups de feu...

## Fiche technique
- Décors : Emil Hasler
- Costumes : Alfred Kunz
- Montage sonore : Alfred Norkus

## Distribution
- Zarah Leander : Carmen Daviot, la vedette féminine d'une revue
- Karl Martell : Fred Nissen, son partenaire masculin et ancien amant
- Attila Hörbiger : le commissaire de police Helder
- Johanna Terwin : Madame Helder, sa mère
- Theo Lingen : Joseph Anatole Dornbusch, le régisseur toujours nerveux les soirs de première
- Maria Bard : Lydia Loo
- Karl Günther : Reinhold - le producteur de la revue
- Walter Steinbeck : Directeur
- Karl Skraup : Requisiteur Lohrmann
- Ferdinand Mayerhofer : le Dr. Seebauer, le médecin du théâtre
- Hely Raschka : Polly
- Richard Eybner : Mucky
- Hans Unterkircher :
- Robert Valberg : le chef de la police criminelle
- Willy Danek : 2e auteur
- Doddy Delissen : une des chanteuses
- Hans Brand : l'expert judiciaire (non-crédité)
- Lorenz Corvinus : médecin légiste (non-crédité)
- Felix Dombrowsky : 1er auteur (non-crédité)
- Floyd du Pont : un des danseurs (non-crédité)
- Karl Ehmann : homme dans le théâtre (non-crédité)
- Flottwell : Chef (non-crédité)
- Margarete Fries : doublage de Zarah Leander (non-créditée)
- Fritz Gamberti : 4e inspecteur (non-crédité)
- Karl Hauser : 3e auteur (non-crédité)
- Eduard Loibner : le régisseur (non-crédité)
- Ihle Poeten : 2e inspecteur (non-crédité)
- Paulette Poupard : une chanteuse (non-créditée)
- Fritz Puchstein : 1er inspecteur (non-crédité)
- Auguste Pünkösdy (de) : costumier de la revue (non-crédité)
- Riek : 3e inspecteur (non-crédité)
- Reimund Schöderböck : 4e auteur (non-crédité)
- Tamele : 5e auteur (non-crédité)
- Hilde Wagener : la femme assise à côté de Mucky (non-créditée)

## Production
Le tournage s'est déroulé dans les studios viennois Rosenhügel, de la fin novembre 1936 à la mi-janvier 1937. Les scènes d'extérieur ont été tournées à Vienne et en Pologne. Premiere, produit par Gloria-Film GmbH Vienne, a été distribué en Autriche par Syndikat-Film, et la distribution à l'international a été assurée par Rex-Film GmbH Vienne.
La première projection a eu lieu le 5 février 1937 au cinéma Busch de Vienne . La première projection du film en Allemagne a eu lieu le 25 février 1937 au Premierenkino de l'UFA et au Tauentzienpalast à Berlin, ainsi qu'à l'Alhambra. Le film était interdit aux mineurs (visa de censure (DE) no 44690 du 10 février 1937).
Le 15 mars 2007, une version restaurée du film a été diffusée dans plusieurs cinémas d’Allemagne.

## Contexte
Dans ce film, tourné avec l’aide de la police viennoise, les éclairages et certaines prises de vue ne mettent guère en valeur Zarah Leander : même les costumes cachent à peine une légère tendance de l'actrice à l'embonpoint ; les films suivants ne commettront plus de telles erreurs. D'ailleurs, le film suffit à convaincre les responsables de UFA qu'ils tenaient là une véritable star. Zarah Leander fut désormais réclamée par tous les producteurs, et la Wiener Filmgesellschaft ne parvint pas à la retenir.
Zarah Leander et Karl Martell seront encore partenaires dans trois autres films. Les danses furent interprétées par Floyd du Pont et 348 à 400 danseurs et danseuses (selon les sources). 
En 1938, Walter Summers tournera un remake en anglais de ce film policier.
Chansons du film :
- Ich hab' vielleicht noch nie geliebt – interprété par Zarah Leander, sur des paroles de Hanns Schachner et une mélodie de Dénes von Buday
- Merci, mon ami, es war wunderschön ...! (chanson et slow fox) – interprété par Zarah Leander, sur des paroles de Hanns Schachner et une mélodie de Peter von Fényes
- Das Buch der Liebe – interprété par Doddy Delissen, sur des paroles de Hanns Schachner et une mélodie de Dénes von Buday
- Eine Braut in Shanghai ... – sur des paroles de Hanns Schachner et une mélodie de Peter von Fényes

## Critiques
- « Premiere est une grosse production musicale qui continue d'exercer sa fascination dans certaines scènes, notamment celle où Zarah déploie (pour la première fois) toute la force de sa présence à l'écran. Elle n'y a pas encore la maîtrise ni le professionnalisme des films ultérieurs, mais son style est déjà bien reconnaissable. Premiere déplaçait les foules dans les cinémas, et certainement il faut voir là le magnétisme qu'exerçait Zarah Leander auprès du public : « Dès qu'elle chante, plus un bruit dans la salle. Lorsque la police l'interroge, les gens retiennent leur souffle. Elle les impressionne tous. Bien plus qu’une comédienne c'est un être entier, une femme qui vit, respire, qui exprime tous les sentiments et toutes les passions[2]... »

- « Le premier film en allemand de Zarah Leander : une comédie musicale pleine de scènes chorégraphiées, mêlée à une énigme policière passable : lors de la première, un producteur véreux est assassiné d'un coup de pistolet dans sa loge. Écartant les fausses pistes, le commissaire finit par démasquer le coupable. L'excellente mise en scène de ce spectacle imposa la comédienne comme un ersatz des Garbo/Dietrich auprès du public, inaugurant une exceptionnelle carrière[3]. »

- « Geza von Bolvary donna à Zarah Leander son premier grand rôle en allemand, avec plusieurs chansons et lança ainsi sa prodigieuse carrière théâtrale[4]. » sur Filmportal.de